# Brennende Grenze (1947)
Brennende Grenze (Originaltitel: The Fabulous Texan) ist ein US-amerikanischer Western aus dem Jahr 1947 von Edward Ludwig mit William Elliott und John Carroll in den Hauptrollen. Der Film wurde von Republic Pictures produziert.

## Handlung
Nach dem Bürgerkrieg kehren John Wesley Barker und sein Freund Jim McWade in ihre Heimatstadt Millsborough in Texas zurück. Obwohl Jim nichts davon weiß, ist John in Jims Verlobte Alice Sharp verliebt. Als John Alice in der Drogerie ihres Vaters besucht, erzählen ihm die Stadtbewohner Elihu und Utopia Mills, dass die Staatspolizei allen befiehlt, ihre Waffen abzugeben. In diesem Moment kommt Captain Jessup von der Staatspolizei herein und erzählt John, dass sein Vater, Reverend Barker, aufrührerische Predigten geschrieben hat, die zum Aufruhr aufrufen. John besucht seinen Vater und bittet ihn, die Stadt zu verlassen, aber der Geistliche ist seiner Gemeinde treu ergeben.
In der Kirche seines Vaters erzählt Alice John und seinen Cousins, den vier Clayton-Brüdern, dass der Reverend offenbar bei einem Unfall von der Staatspolizei erschossen worden sei. Unterdessen befiehlt Jessup im Hauptquartier der Staatspolizei seinen Männern, die Ausgangssperre in der Stadt durchzusetzen. Beim Schmied erschießen John und seine Cousins Jessup als Vergeltung für den Tod von Reverend Barker. Einer der Claytons, Shep, wird verletzt. Kurz darauf besuchen zwei Staatspolizisten Alice zu Hause. Als John beschließt, sich im Dunkeln zu verstecken, gesteht Alice, dass sie ihn liebt.
Unterdessen besucht Jim General Gibson Hart und sagt ihm, dass John sich ergeben wird, wenn ihm ein fairer Prozess zugesichert werden kann. Die ganze Stadt unterstützt John. Aus Angst vor Gewalt reitet der Generaladjutant Major Wharton mit weiteren Polizisten in die Stadt und verhängt den Kriegszustand. Stunden später erzählt Alice dem inhaftierten John, dass Jim die Geschworenen für seinen Prozess zusammenstellt, doch als General Hart sein Versprechen auf einen fairen Prozess bricht, lässt Jim John und seine Cousins frei. Sie fliehen mit mehreren Offizieren und General Hart als Geiseln. Einige Zeit später rauben John und seine Cousins eine von der Staatspolizei bewachte Kutsche aus. Als John von der Polizei angegriffen wird und die Stadtbewohner randalieren, reagiert die Polizei, indem sie Häuser und Wagen niederbrennt und unschuldige Bürger tötet. Eines ihrer Opfer ist Andy Renfro, dessen Frau nur wenige Augenblicke zuvor ein Baby zur Welt gebracht hatte.
Obwohl in der Stadt Anarchie herrscht, will Präsident Grant keine Truppen entsenden. Während des Chaos trifft Jim Alice in Halfway Springs und sie erzählt ihm, dass sie John liebt. Während Jim von General Sheridan als US-Marshal vereidigt wird, rauben John und seine Bande die First National Bank aus. Da er nun wirklich ein Krimineller ist, bilden die Stadtbewohner eine Bürgerwehr unter der Führung von Wade Clayton, Johns Onkel. Als John und seine Männer sich auf die Flucht nach Mexiko vorbereiten, werden sie von den Bürgerwehren überfallen. Wade erschießt seinen Bruder Shep, John wird in den Arm geschossen. Als er von Josie Allen erfährt, dass General Hart plant, Jim zu töten, eilt John los, ihn zu warnen. Als Hart schießt, trifft die Kugel, die eigentlich für Jim bestimmt war, John. Er kann noch das Feuer erwidern, bevor er stirbt, und tötet Hart.
Viele Jahre später bewundern Alice und ihr Enkel Wesley das Denkmal, das zu Jims Gedenken errichtet wurde, aber sie erinnert ihn daran, dass Jim nicht der Einzige war, der sich für Texas geopfert hat.

## Hintergrund
Gedreht wurde der Film von Mitte Juni bis Mitte Juli 1947 auf der Iverson Movie Ranch in Chatsworth sowie in Sedona (Arizona).
James W. Sullivan oblag die künstlerische Leitung. John McCarthy Jr. und George Milo waren für das Szenenbild zuständig, Adele Palmer für die Kostüme. Die Brüder Theodore und Howard Lydecker schufen die Spezialeffekte. Orchesterleiter war Ernest Gold.
Patricia Knight gab ihr Filmdebüt.

## Synchronisation
| Rolle             | Schauspieler     | Deutscher Synchronsprecher |
| ----------------- | ---------------- | -------------------------- |
| Jim McWade        | William Elliott  | Axel Monjé                 |
| John Wesley Baker | John Carroll     | Ernst Wilhelm Borchert     |
| Alice Sharp       | Catherine McLeod | Tilly Lauenstein           |
| Gibson Hart       | Albert Dekker    | Siegfried Schürenberg      |
| Elihu Mills       | Andy Devine      | Walter Bluhm               |
| Utopia Mills      | Ruth Donnelly    | Elfe Schneider             |
| Dr. Sharp         | Robert Barrat    | Kurt Vespermann            |
| Jessup            | Reed Hadley      | Paul Wagner                |
| Standifer         | Roy Barcroft     | Hans W. Hamacher           |
| Sam Bass          | Jim Davis        | Otto Matthies              |

## Veröffentlichung
Die Premiere des Films fand am 9. November 1947 statt. In der Bundesrepublik Deutschland und in Österreich kam er 1951 in die Kinos.

## Kritiken
Der Kritiker der The New York Times beschrieb den Film als altmodischen, mitreißenden Western, ein durchaus erträgliches Werk.
Der Kritiker des TV Guide sah einen schwülstigen Western.
Das Lexikon des internationalen Films schrieb: „In Regie und Darstellung durchschnittlicher Western nach üblichem Schema.“